# Adventure Pinball: Forgotten Island
Adventure Pinball: Forgotten Island is een virtuele flipperkast voor computers, ontworpen door Digital Extreme en uitgegeven door Electronic Arts. Het spel maakt gebruik van Unreal Engine 1.0.

## Intro
In het intro van het spel vertelt iemand dat hij van zijn vader een plattegrond van een eiland heeft gekregen. Deze vertelde hem dat er nog een oude stam woont, en mythische dieren zoals dinosaurussen maar dat het leven er wordt bedreigd omdat het het standbeeld van de bewaker (The Guardian Statue) haar ogen heeft verloren, en daarom niet meer kan uitkijken over het eiland.

## Spel

### Modi
Er zijn 2 speelmodi: Story en Tables

#### Story
In de story-mode volgt men het verhaal van de "kaart": men krijgt een kaart van het eiland op het scherm, waarop 9 verschillende levels te zien zijn. In elk level moet men een missie uitvoeren door objecten te raken met de bal. In het begin van elk level wordt uitgelegd wat de speler moet doen om het level uit te spelen. Vaak moet deze de bevolking (de Ooga, een soort oermensen) helpen. Hij moet ze helpen door bijvoorbeeld de vulkanen te doven of door bomen te doen groeien zodat de Ooga eten hebben. De meeste levels hebben meerdere plateaus, de speler moet telkens van het ene naar het andere plateau om zo de uitgang naar het volgende level te vinden. Er zijn ook 7 verborgen plateaus die moeilijk te bereiken zijn.

#### Tables
In Tables vindt men alle levels die men in Story heeft vrijgespeeld en men kan deze opnieuw spelen om de highscore te verbeteren.

## Levels

##### Ooga's house
In dit eerste level moet de speler de Ooga's helpen een aardbeien plant te doen groeien. In een ander plateau zit een Ooga gevangen op een eiland dat omringd wordt door haaien. Als de haaien verjaagd zijn kan de Ooga op zijn vlot terugvaren.

##### T-rex Rampage
Dit level speelt zich af tussen de vulkanen. Via onderaardse lavatunnels kan de speler nieuwe plateaus bereiken, maar de bal wordt nagejaagd door een T-rex.

##### Vulcano mountain
Een dorp wordt bedreigd door een uitbarstende vulkaan, als de speler alarm kan slaan door de gong te raken, opent er zich een tunnel die naar een hoger plateau leidt, alwaar men een groot rotsblok in de vulkaan moet gooien zodat die niet kan uitbarsten.

##### Vertigo Peak
Een level dat bestaat uit vele plateaus, de bal kan van het ene plateau naar het andere springen door over stoomgaten te rollen en zo uiteindelijk in een groot gat te belanden.

##### Mountain climber
De speler moet de centrale berg van het eiland beklimmen. Wanneer de bal in het nest van een pterodactylus terechtkomt neemt deze die mee naar een hoger plateau. Daar kan via een rivier een nieuw plateau bereikt worden. De uitgang is echter versperd door een stegosaurus die uit zijn hol kan worden gelokt door bloemen te doen groeien.

##### Ice mountain
Op de bevroren top van de berg is de uitgang versperd door een groot ijsblok. Als de speler een vuur aansteekt voor het blok, smelt het en komt de uitgang vrij.

##### Looney lagoon
De speler moet zich een weg banen door verschillende levels die bevolkt worden door allerlei dieren. Door bloemen te doen groeien neemt een brontosaurus de bal mee tot bij een Ooga, die vervolgens de bal in een hol gooit.

##### Mystic cave
Enkele Ooga's zijn gevangengenomen door spinnen. De speler moet ze helpen uit het web te geraken en vervolgens de spinnen te verjagen.

##### Fossil beach
In het laatste level wordt het strand bewaakt door grote krabben, eens deze verjaagd zijn ligt de weg naar de zee open. Onder water vindt de speler het standbeeld van de bewaker terug, als deze de parels uit de oesters terug in de oogkassen van het standbeeld krijgt kan het standbeeld terug waken over Forgotten Island

##### Monkey Marsh
Monkey Marsh is een bonus-level dat van de officiële site van Adventure Pinball gedownload kan worden. De apen hebben Ug en Ooga gevangengenomen en het is de missie van de speler om ze te bevrijden. Dit is het meest veelzijdige level met de meeste plateaus, maar het is niet beschikbaar in Story mode, enkel bij Tables.

## Puntensysteem
Vrijwel ieder object dat de bal raakt, levert de speler punten op. Diamanten en kristallen leveren de meeste punten op, daarnaast kan de speler ook zijn bal veranderen, waardoor hij meer punten kan behalen:

#### Pinballs
- Waterball (een blauwe bal die de speler kan bekomen door met zijn bal in het water te belanden)
- Lavaball (een vlammende bal die de speler kan verkrijgen door zijn bal in een vulkaan te schieten)
- Tarball (een zwarte bal, wanneer deze in een teerput valt)

#### Multiballs
- Score x2 (oranje kleur)
- Score x3 (paarse kleur)
- Score x5 (verschillende tinten)

#### Score items
- Groene diamant
- Rode diamant
- Zilveren diamant
- Kristal (groeit terug aan op dezelfde plaats)
- Aardbei
- Kokosnoot
- Banaan
- Kers
- Extra-Ball (hierdoor krijgt men een bijkomende bal)

#### Andere objecten
De levels zitten vol met levende/bewegende objecten die je punten opleveren:
- Ooga's (deze lopen rond in de levels kunnen de bal in bepaalde richtingen slaan, of ze oppakken en meenemen)
- Yeti's (lopen zoals de Ooga's rond in levels en slaan tegen de bal)
- Apen (enkel in het bonuslevel Monkey Marsh)
- Rupsen/slangen (kruipen over de plateaus en bestaan uit meerdere schakels, als ze geraakt worden met een bal vallen er schakels weg tot ze helemaal weg zijn)
- Konijnen (zitten in een hol en komen af en toe boven)
- Schildpadden (blijven vaak op dezelfde plaats liggen)
- Haaien (onderwater, blokkeren items/ramps)
- Roggen (enkel in het laatste level)
- Krabben (enkel in het laatste level)
- Spinnen (enkel in het 8ste level)
- Oesters (laten parels vallen, enkel in het laatste level)
- Bijen (de bijen zwermen achter de bal aan als deze hun korf raakt)
- Kikkers (schieten met hun tong naar de bal om hem van zijn koers te doen afwijken)
- Palmbomen/planten (laten soms vruchten vallen)
- Spinners (als de speler een van deze objecten raakt met de bal beginnen ze rond te draaien, hoe harder deze ze raakt, hoe sneller ze ronddraaien en hoe meer punten worden verdiend)
- Drop Targets (deze objecten breken wanneer ze worden geraakt, zoals eieren en totems, vaak beschermen ze een doorgang)

Venga-point:
Een venga-point is een bonuspunt dat de speler krijgt wanneer hij de missie in een van de verborgen plateaus volbrengt.

## Andere Items
Deze objecten leveren geen punten op

#### Prehistorishedieren
- Tyrannosaurus Rex
- Stegosaurus
- Diplodocus
- Brontosaurus
- Pterodactylus
- Velociraptors

#### Pijlen
- Groene pijl (toont de benodigdheden voor de missie van het level)
- Blauwe pijl (verwijst naar verborgen items/plateaus)
- Rode pijl (geeft bijkomende opdrachten die multiballs en score-items opleveren)

#### Ramps
Ramps zijn banen die de bal vervoeren over het plateau, of verschillende plateaus verbinden